# Monte Chiquito
Monte Chiquito är en ort i Mexiko.   Den ligger i kommunen Álamo Temapache och delstaten Veracruz, i den sydöstra delen av landet, 220 km nordost om huvudstaden Mexico City. Monte Chiquito ligger 54 meter över havet och antalet invånare är 541.
Terrängen runt Monte Chiquito är platt. Runt Monte Chiquito är det ganska tätbefolkat, med 65 invånare per kvadratkilometer. Närmaste större samhälle är Álamo, 14,2 km öster om Monte Chiquito. Trakten runt Monte Chiquito består till största delen av jordbruksmark.